# Реакция Губена — Гёша
Реакция Губена — Гёша — метод синтеза арилкетонов ацилированием электроноизбыточных ароматических и гетероциклических соединений (фенолов и их эфиров, пирролов и т. п.) нитрилами в присутствии кислот Льюиса и хлороводорода:
Является обобщением реакции Гаттермана-Коха, предложен в 1915 году Куртом Гёшем и обобщён Йозефом Губеном.

## Механизм
В условиях реакции Губена — Гёша активирование нитрила идет за счет донорно-акцепторного связывания свободной электронной пары азота нитрила 1 с кислотой Люиса, в случае использования хлорида алюминия образующийся комплекс 2 может реагировать со второй молекулой AlCl3, образуя высокоэлектрофильный дикатионный интермедиат 3, после чего происходит ацилирование ароматического ядра, идущее по механизму SEAr с образованием кетимина 5, который далее гидролизуется до кетона 6:

## Применимость и модификации
В реакцию Губена — Гёша вступают электронобогащенные ароматические и гетероциклические соединения.
Формилирование по Губену — Гёшу многоатомных фенолов, является удобным препаративным методом синтеза оксиарилкетонов, в том числе и при синтезе различных природных соединений, например, халконов из бензофенонов и альдегидов. В реакцию вступают и эфиры фенолов, в том числе и одноатомных, формилирование обычно идет в p-положение к ориентирующему заместителю (например, метоксигруппе анизола).
В реакцию также вступают пирролы и индолы, ацилирующиеся в положения 2 и 3 соответственно.
Одноатомные фенолы в условиях реакции обычно ацилируются по кислороду, образуя иминоэфиры:
{\displaystyle {\mathsf {ArOH+RCN\rightarrow ArOC({\text{=}}NH_{2}^{+})Cl^{-}}}}
В качестве ацилирующих агентов более активны алифатические нитрилы, однако и ароматические нитрилы вступают в реакцию, если их предварительно смешать с хлоридом цинка и насытить хлороводородом; эта процедура также повышает выходы при использовании алифатических нитрилов.
Формилирование анилинов в классических условиях реакции Губена — Гёша затруднительно, однако при использовании в качестве катализатора трихлорида бора происходит гладко и направляется в o-положение, это происходит благодаря координированию с бором аминного азота ариламина и азота нитрильной группы (реакция Сугасавы). Этот метод используется для получения интермедиатов в синтезе гетероциклических соединений, в частности, 2-аминофенилкетонов, замыкающихся в индолы и o-ацилирования фенолов.